# سالي ماكفاغ
سالي ماكفاغ (25 مايو 1933-15 نوفمبر 2019) عالمة لاهوت مسيحية أمريكية نسوية، اشتهرت بتحليلها لاستخدام الاستعارة عند الحديث عن الله. طبقت هذا النهج على وجه الخصوص في القضايا البيئية، وكتبت بإسهاب عن العناية بالأرض كما لو كانت «جسد» الله. كانت اللاهوتية المتميزة مقيمة في مدرسة فانكوفر للاهوت، كولومبيا البريطانية، كندا.

## لغة الإلهيات
بالنسبة إلى ماكفاغ، فإن لغة الإلهيات المسيحية هي بالضرورة تأويل، وخلق بشري، وأداة لوصف طبيعة وحدود فهمنا لله. وفقًا لماكفاغ، ما نعرفه عن الله هو التأويل، ويجب فهمه كتفسير: الله كأب، وكراعي، وكصديق، لكنه ليس حرفيًا أيًا من هؤلاء. على الرغم من أن مثل هذه العادات اللغوية يمكن أن تكون مفيدة (نظرًا لأنه، في العالم الغربي على الأقل، اعتاد الناس على التفكير في الله بشكل شخصي أكثر من المصطلحات المجردة)، لكنها تصبح مقيدة عندما يكون هناك إصرار على أن الله دائمًا وفقط (أو في الغالب) مثل هذا.

### الاستعارة كطريقة للتحدث عن الله
لاحظت ماكفاغ أن «الإلهيات في غالبها خيال»، لكن تعدد الصور أو الاستعارات يمكن وينبغي أن يعزز ويثري نماذجنا عن الله. والأهم من ذلك، يمكن أن تساعد الاستعارات الجديدة في إعطاء مضمون لطرق جديدة لتصور الله بشكل مناسب «لعصرنا»، ونماذج أكثر ملاءمة للمهام الملحة أخلاقيًا التي تواجهها البشرية، وخاصة مهمة العناية بكوكب هش بيئيًا.
قالت ماكفاغ: «نحن نبني العوالم التي نعيش فيها، ولكننا ننسى أيضًا أننا فعلنا ذلك». في ضوء ذلك، يُفهم عملها على أنه «المساعدة في كشف المفاهيم التبسيطية والمطلقة للموضوعية» فيما يتعلق بادعاءات اللغة عن الله. عادة ما تكون مثل هذه الصور غير محايدة: في فهم ماكفاغ (وفهم العديد من اللاهوتيين النسويين)، وعادة ما تكون صور الله مضمنة في نظام اجتماعي وثقافي وسياسي معين، مثل النظام الأبوي الذي ينتقده اللاهوت النسوي على نطاق واسع -وأكدت أن «هناك نماذج شخصية وترابطية قُمعت في التقليد المسيحي بسبب عواقبها الاجتماعية والسياسية». لكن «خدعة» الاستعارة الناجحة، سواء في العلم أو الإلهيات، تكمن في أنها قادرة على توليد نموذج، والذي بدوره يمكن أن يعطي الحياة لمفهوم شامل أو رؤية للعالم، والتي تبدو وكأنها تفسير متماسك لكل شيء -يشبه «الواقع» أو «الحقيقة». من وجهة نظر ماكفاغ، هذه هي الطريقة التي تعمل بها مجموعة الصور المعقدة «الذكورية» لله منذ فترة طويلة في الغرب المسيحي -لكنها فعلت ذلك بطريقة قمعية لجميع الرجال باستثناء (المتميزين). لذلك، يبدو أن فكرة الله على أنه «أب» أو «رب» أو «ملك» تستحضر الآن بشكل لا مفر منه ارتباطات قمعية من «الملكية» والطاعة والتبعية، وتفرض بدورها، بوعي أو بغير ذلك، على المؤمنين التوحيدين مجموعة كاملة من المواقف والاستجابات والسلوكيات.